# Jinty Caenepeel
Jinty Caenepeel (Ostenda, 18 luglio 1996) è un ex calciatore belga, di ruolo attaccante.

## Caratteristiche tecniche
È un'ala destra.

## Carriera

### Club
Cresciuto nelle giovanili del Gent, ha esordito in prima squadra il 19 ottobre 2013 in un match pareggiato 2-2 contro il Lokeren.

## Statistiche

### Presenze e reti nei club
Statistiche aggiornate al  6 gennaio 2018.
| Stagione         | Squadra          | Campionato       | Campionato | Campionato | Coppe nazionali | Coppe nazionali | Coppe nazionali | Coppe continentali | Coppe continentali | Coppe continentali | Altre coppe | Altre coppe | Altre coppe | Totale | Totale | Totale |
| Stagione         | Squadra          | Comp             | Pres       | Reti       | Comp            | Pres            | Reti            | Comp               | Pres               | Reti               | Comp        | Pres        | Reti        | Pres   | Reti   |        |
| ---------------- | ---------------- | ---------------- | ---------- | ---------- | --------------- | --------------- | --------------- | ------------------ | ------------------ | ------------------ | ----------- | ----------- | ----------- | ------ | ------ | ------ |
| 2013-2014        | Gent             | PL               | 2          | 0          | CB              | 0               | 0               |                    | -                  | -                  |             | -           | -           | 2      | 0      |        |
| 2014-gen. 2015   | Gent             | PL               | 0          | 0          | CB              | 0               | 0               |                    | -                  | -                  |             | -           | -           | 0      | 0      |        |
| gen.-giu. 2015   | Cercle Bruges    | PL               | 7          | 1          | CB              | 2               | 0               |                    | -                  | -                  |             | -           | -           | 9      | 1      |        |
| 2015-2016        | Eindhoven        | EED              | 29         | 15         | CO              | 2               | 0               |                    | -                  | -                  |             | -           | -           | 31     | 15     |        |
| 2016-2017        | Eindhoven        | EED              | 26         | 2          | CO              | 2               | 1               |                    | -                  | -                  |             | -           | -           | 28     | 3      |        |
| Totale Eindhoven | Totale Eindhoven | Totale Eindhoven | 55         | 17         |                 | 4               | 1               |                    | -                  | -                  |             | -           | -           | 59     | 18     |        |
| 2017-2018        | Excelsior        | ERE              | 15         | 2          | CO              | 0               | 0               |                    | -                  | -                  |             | -           | -           | 15     | 2      |        |
| Totale carriera  | Totale carriera  | Totale carriera  | 79         | 20         |                 | 6               | 1               |                    | -                  | -                  |             | -           | -           | 85     | 21     |        |